# Jézus szíve plébániatemplom (Lónyaytelep)
A lónyaytelepi Jézus szíve plébániatemplom a Keleti-Zsil déli oldalán, a folyótól 200-300 méter távolságban helyezkedik el. Lónyaytelep egyetlen római katolikus temploma.

## Története
A korábban Szűz Mária tiszteletére szentelt kápolnát, 1911-ben egy lakásból alakították át. 1912-ben a kápolna megkapja az első lelkészét, Csaby Gyila József személyében. Ugyanekkor lesz önálló plébánia is, mivel addig Petrozsény látta el. A bánya egy altiszti lakást bocsátott át, a plébániai lakás céljára. Az 1970-es években egy új lakást vásároltak e célra.
1926 - 27-ben kibővítik a kápolnát, és ekkor vezetik be új titulusát Jézus szent szívére.
A lónyaytelepi Jézus szíve plébániatemplomot és a petrillai Szent Borbála-plébániatemplomot 1990 augusztusától egy plébános látja el. A legutolsó különálló plébános Vajda István volt. Tankó Szilvesztert 1987 augusztusában helyezték Petrillára, Simon Jakab után. Amikor 1990 júliusában elhelyezték Vajda Istvánt, akkor rábízták a lónyaytelepi egyházközség ellátását is.
Azóta a közös plébánosok névsora:
- Tankó Szilveszter (1987) 1990 - 1996
- Varga Vince 1996 - 2003
- Kedves Tibor 2003 - 2013. július 31.-ig
- Dávid Zoltán 2013. augusztus 1.-től - 2020. július 31.-ig.
- Bajkó Norbert 2020. augusztus 1.-től - máig.

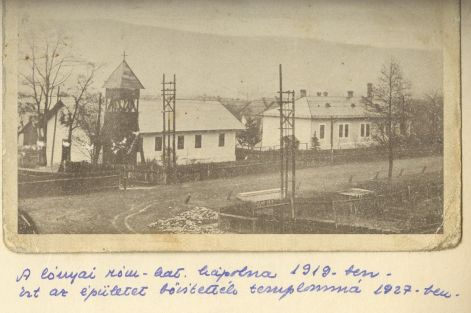
A lónyai római katolikus kápolna 1919-ben. Ezt az épületet bővítették templommá 1927-ben
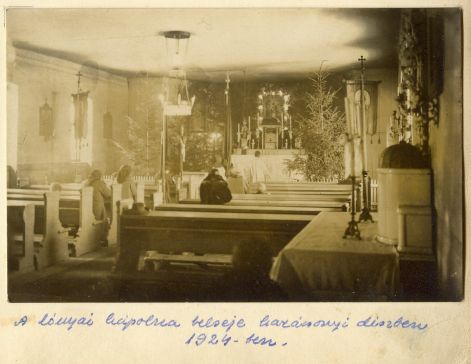
A lónyai kápolna belseje karácsonyi díszben, 1924-ben
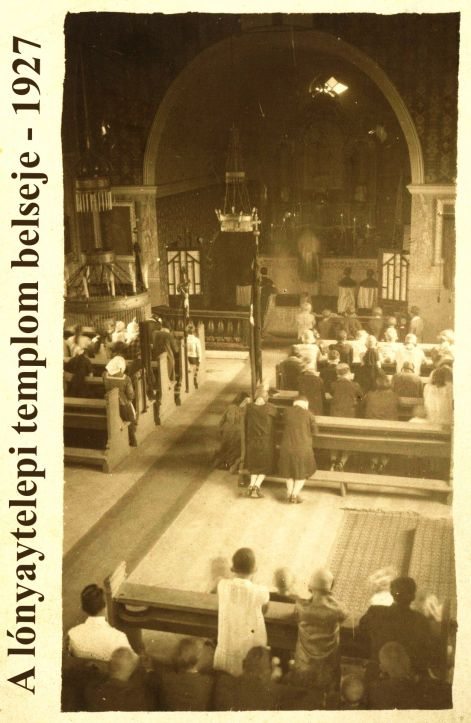
A lónyaytelepi templom belseje 1927-ben

## Búcsúja
A templom búcsúja a pünkösd utáni harmadik pénteken van.

## Képgaléria

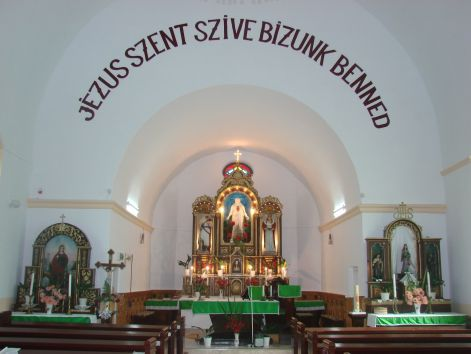
A főoltár
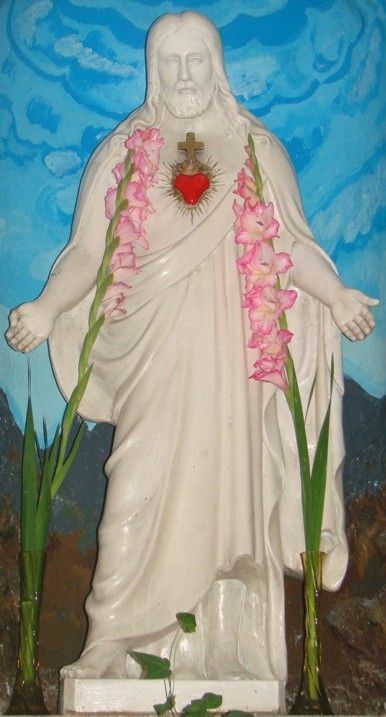
Jézus szíve szobor a főoltárnál
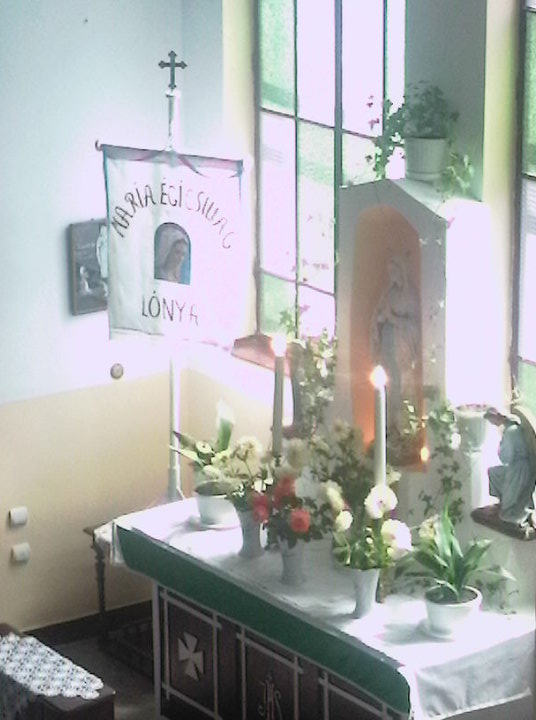
Mária-oltár